# Jaime Morey
Pour les articles homonymes, voir Morey (homonymie).
Jaime García Morey, plus connu sous le nom de Jaime Morey, né le 16 juin 1942 à Alicante et mort le 7 juillet 2015 (à 73 ans) à Madrid, est un chanteur espagnol, célèbre pour avoir représenté l'Espagne au Concours Eurovision de la chanson 1972. 

## Biographie

### Débuts
Natif d'Alicante, il est le fils de Juan García Herranz, directeur d'une manufacture tabatière, et de Francis Morey Solbes, professeure de piano. Sa carrière dans la chanson débute dans son enfance. Dès les années 1950, il participe à des concours de chant à la radio, comme La Voz de la Fama sur Radio Valencia ou Aquí Albany sur Radio Alicante. Il participe au Festival de Benidorm en 1964 et y interprète le titre El barco, el mar y el viento (Le bateau, la mer et le vent), qui figure à la deuxième place. Il récidive en 1967 avec Por las mañanitas qui lui vaut une reconnaissance et marque un tournant dans sa carrière. Il se produit dans l'émission La puerta del sol sur Radio Madrid et travaille parallèlement pour le label Philips.

### Eurovision 1972
Entre les années 1960 et le début des années 1970, Jaime essaie à plusieurs reprises de participer au concours de l'Eurovision de la chanson. Après trois tentatives, il est finalement sélectionné pour représenter l'Espagne lors de la dix-septième édition de la compétition, en 1972. Il y interprète la chanson Amanece (C'est l'aube), qui atteint la dixième place. 

### Fin de carrière
Jaime Morey joue un rôle actif à l'occasion des Élections générales espagnoles de 1977 en interprétant la chanson de la campagne du parti Alliance populaire à la demande de Manuel Fraga Iribarne. 
Parti au Mexique peu après ces événements, le chanteur revient en Espagne dans les années 1980 et s'essaie au métier d'acteur dans la comédie Juana la Loca de vez en cuando en 1983. Il y incarne le souverain Philippe Ier le Beau dont s'éprend la reine Jeanne la Folle, jouée par l'artiste de flamenco Lola Flores.
Jaime Morey prend sa retraite en 1987, mais fait une apparition en tant qu'invité du jury national de sélection pour le Concours Eurovision de la chanson 2001. 
Jaime Morey décède à Madrid le 7 juillet 2015 après un long combat contre le cancer. Marié à María Mollejo depuis 1972, il est le père de deux filles : Laura Meyer, née en 1973 et Sandra Meyer, également chanteuse, née en 1974.